# Svjetionik Split, lukobran, glava
Svjetionik Split, lukobran, glava je svjetionik na ulazu u gradsku luku Split.

## Vanjske poveznice
|  | Zajednički poslužitelj ima još gradiva o temi Svjetionik Split, lukobran, glava |